# Luigi Toro
Luigi Toro, né le 3 janvier 1835 à Sessa Aurunca et mort le 13 avril 1900, est un peintre et un patriote italien qui a peint des toiles historiques dans un style romantique. 

## Biographie

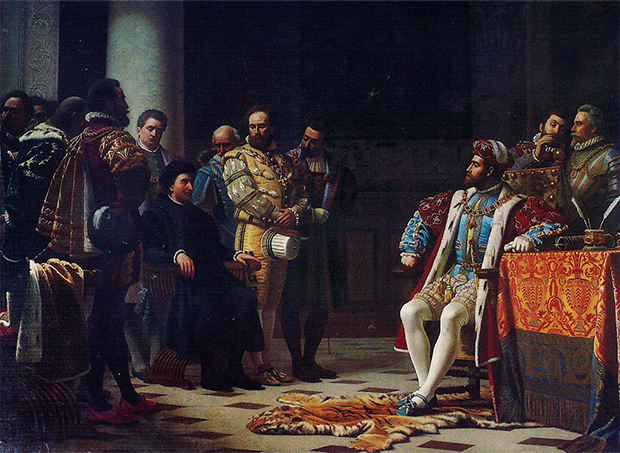
Agostino Nifo à la Cour de Charles V (huile sur toile,).

Né dans une famille modeste, Luigi est orphelin de père dès son jeune âge. En 1853, il fréquente l'Accademia di belle arti di Napoli où il étudie auprès de Giuseppe Mancinelli, Domenico Morelli et Bernardo Celentano. De 1856 à 1859, il vit à  Florence, où il   fréquente le Caffè Michelangiolo et rencontre des peintres du mouvement  des Macchiaioli. En 1857, il s'installe à Rome pour travailler sous la direction de Francesco Coghetti.
Il déménage à Paris, lorsqu'en 1859, il retourne en Italie pour rejoindre les chasseurs des Alpes dans les batailles contre les Autrichiens. En 1860, il rejoint l'expédition du général Enrico Cosenz pour rejoindre les forces de Garibaldi à Palerme. Il rejoint les Garibaldini dans les débarquements en Calabre, qui, plus tard, sont immortalisés dans les peintures représentant Avamposti de' primi 200 garibaldini sbarcati in Calabria and Garibaldini explorers in Calabria.
Après la Bataille de la Volturno le 1er octobre 1860, il est promu officier de Nino Bixio. Avec l'unification italienne, il devient major de la Garde nationale et il contribue aux efforts de répression du brigandage dans le Sud.

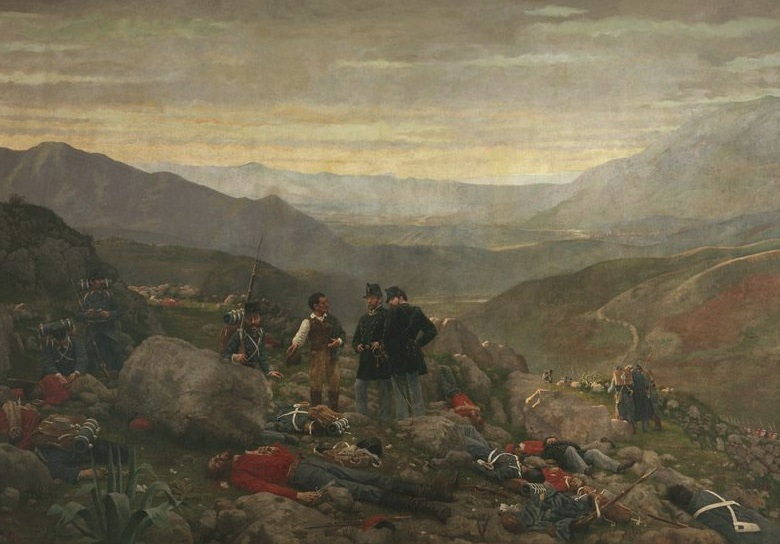
La Mort de Pilade Bronzetti à Castel Morrone, 1885 (huile sur toile,).

En 1870, il s'installe à Rome, où il ouvre un atelier au no 33 de la  Via Margutta.
En 1873 à l'Esposizione Internazionale de Vienne, il expose un Riposo di cacciatori  (« Repos des Chasseurs »). En 1877, à l'Exposition Nationale de Naples, il expose   Agostino Nifo à la Cour de Charles V. Il peint également La Mort de Pilade Bronzetti, à Castel Morrone, en mémoire d'un officier mort au combat lors de la bataille de Volturno,, ; et Taddeo da Sessa au Conseil de Lyon défend l'Empereur Frédéric II,.